# Xinchang
Xinchang léase Sin-Chang (en chino simplificado, 新昌县; pinyin, Xīnchāng xiàn; literalmente, ‘nueva prosperidad’) es un condado bajo la administración directa de la ciudad-prefectura de Shaoxing. Se ubica en la provincia de Zhejiang, este de la República Popular China. Su área es de 1213 km² y su población total para 2010 fue cercana a los 400 mil habitantes.

## Administración
El condado de Xinchang se divide en 12 pueblos que se administran en 4 subdistritos, 6 poblados y 2 villas.